# Huntington Beach, Kalifornija
Huntington Beach je grad u američkoj saveznoj državi Kaliforniji, u okrugu Orange. Prema procjeni iz 2009. godine ima 202.480 stanovnika. Nalazi se na obali Tihog oceana, oko 50 km jugoistočno od Los Angelesa.
Grad je osnovan 1909. godine. Najpoznatiji je po surfingu, te čak nosi nadimak Surf City USA.

## Vanjske poveznice
- Službena stranica (engl.)

### Ostali projekti
|  | Zajednički poslužitelj ima još gradiva o temi Huntington Beach, Kalifornija |